# 2014年ソチオリンピックのウクライナ選手団
2014年ソチオリンピックのウクライナ選手団（2014ねんソチオリンピックのウクライナせんしゅだん）は、2014年2月7日から23日までロシアのソチで開催された2014年ソチオリンピックのウクライナ選手団、およびその競技結果。

## 概要
今大会は金メダル1個、銅メダル1個の合計2個のメダルを獲得した。
バイアスロンでは、女子4×6kmリレーで金メダルを獲得した。ウクライナ勢の冬季オリンピック金メダル獲得は1994年リレハンメルオリンピックのフィギュアスケートで金メダルを獲得したオクサナ・バイウル以来20年ぶり。

## メダル
| メダル | 選手名                                                                      | 競技         | 種目            |
| ------ | --------------------------------------------------------------------------- | ------------ | --------------- |
| 金     | ヴィタ・セメレンコ ユリア・ジマ ワーリ・セメレンコ オレーナ・ピドルシュナー | バイアスロン | 女子4×6kmリレー |
| 銅     | ビタ・セメレンコ                                                            | バイアスロン | 女子スプリント  |